# Coralliidae
Die Coralliidae sind eine Familie der Achtstrahligen Korallen (Octocorallia), die in allen Weltmeeren vor allem in größeren Tiefen vorkommt.

## Merkmale
Wie fast alle Oktokorallen bilden die Arten der Familie Coralliidae Kolonien, die aus vielen Einzelpolypen bestehen. Die Kolonien sind meistens halbkugelförmig bis fingerförmig, bestehen aus einem „Kopf“ mit einem auffälligen Stiel oder sind, in seltenen Fällen, spärlich bis stark verzweigt oder gelappt, meist nur zweiseitig (planar). Ein zentrales, aus verschmolzenen oder unverschmolzenen Skleriten bestehendes Achsenskelett besteht nicht. Die Polypen sind dimorph und können sich in das Coenenchym oder den Cortex der Achse zurückziehen. Neben den Fresspolypen (Autozooide) gibt es auch tentakellose Schlauchpolypen (Siphonozooide), die für die Fortpflanzung zuständig sind. In den Polypen haben die Sklerite die Form kleiner Spindeln, Ovalen, Keulen oder Strahlen oder sie fehlen völlig. Die Sklerite des Coenenchyms sind strahlenförmig und Sphäroide ohne komplexe Tuberkel auf der Oberfläche. Bei einigen Arten finden sich auch stumpfe Stäbe und Spindeln. Die Sklerite sind oft auffällig gefärbt, bei den meisten Arten sind sie rot. Die meisten Arten der Coralliidae leben nicht mit Zooxanthellen in Symbiose und sind deshalb auf planktonische Nahrung angewiesen, einige wenige Arten leben in einer Endosymbiose mit Zooxanthellen und beziehen dadurch Zucker, Stärke und anderen organische Produkte.

## Gattungen
Zur Familie Coralliidae gehören 15 Gattungen:
- Anthomastus Verrill, 1878
- Bathyalcyon Versluys, 1906
- Carotalcyon Utinomi, 1952
- Corallium Cuvier, 1798
- Hemicorallium Gray, 1867
- Heteropolypus Tixier-Durivault, 1964
- Minabea Utinomi, 1957
- Neoanthomastus Li, Li & Xu, 2025
- Notodysiferus Alderslade, 2003
- Paragorgia Milne Edwards & Haime, 1857
- Paraminabea Williams & Alderslade, 1999
- Pleurocorallium Gray, 1867
- Pseudoanthomastus Tixier-Durivault & d’Hondt, 1974
- Sibogagorgia Stiasny, 1937
- Sphaerasclera McFadden & van Ofwegen, 2013

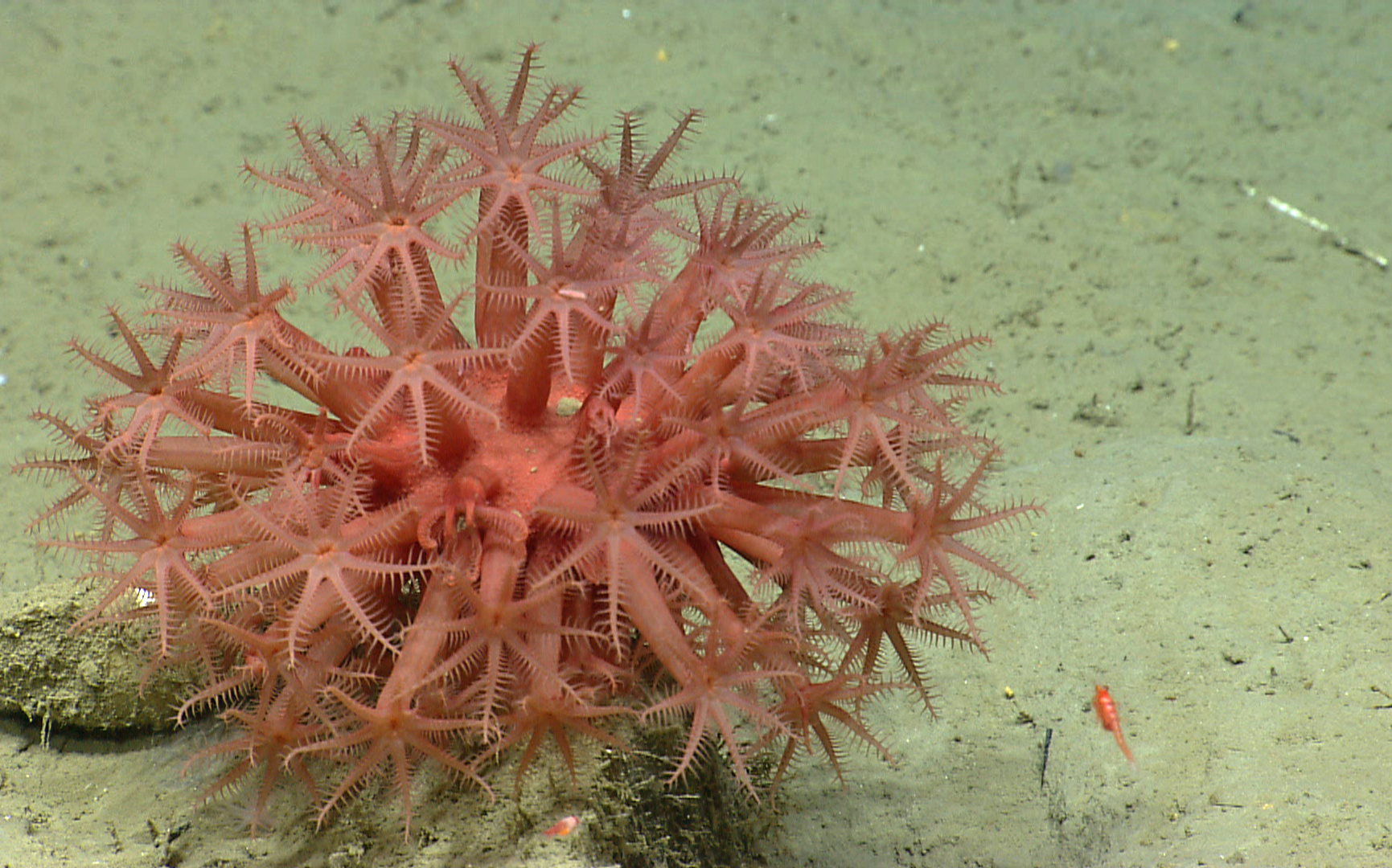
Anthomastus sp.
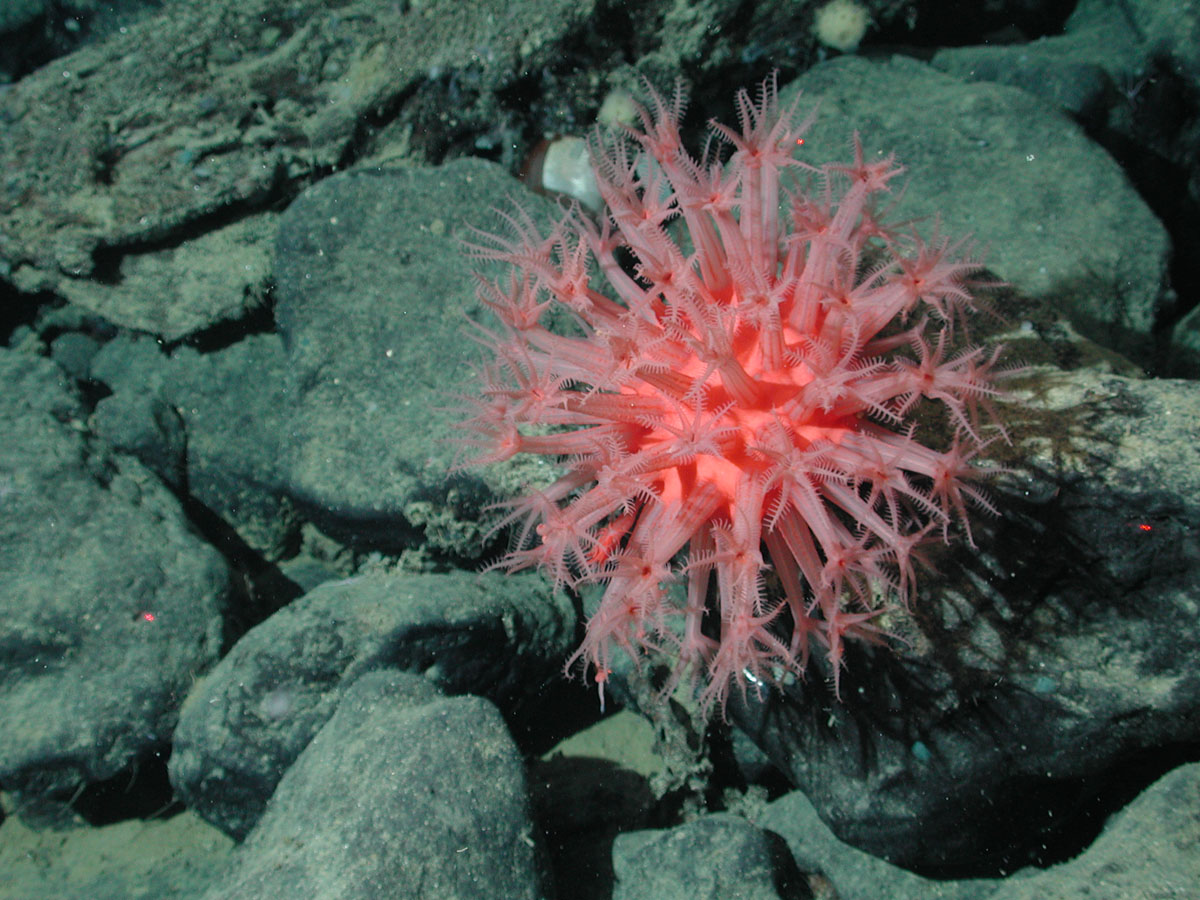
Heteropolypus ritteri
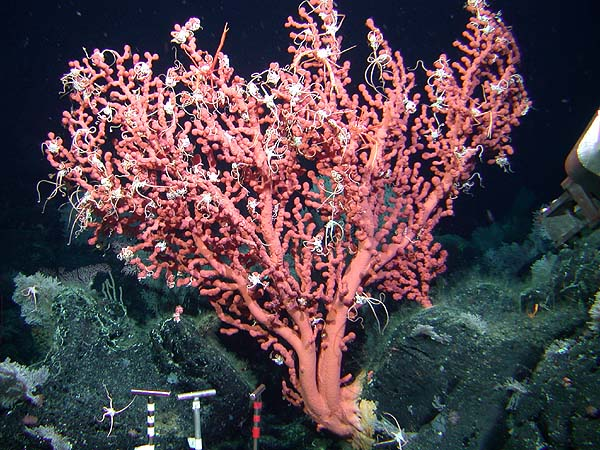
Paragorgia sp.
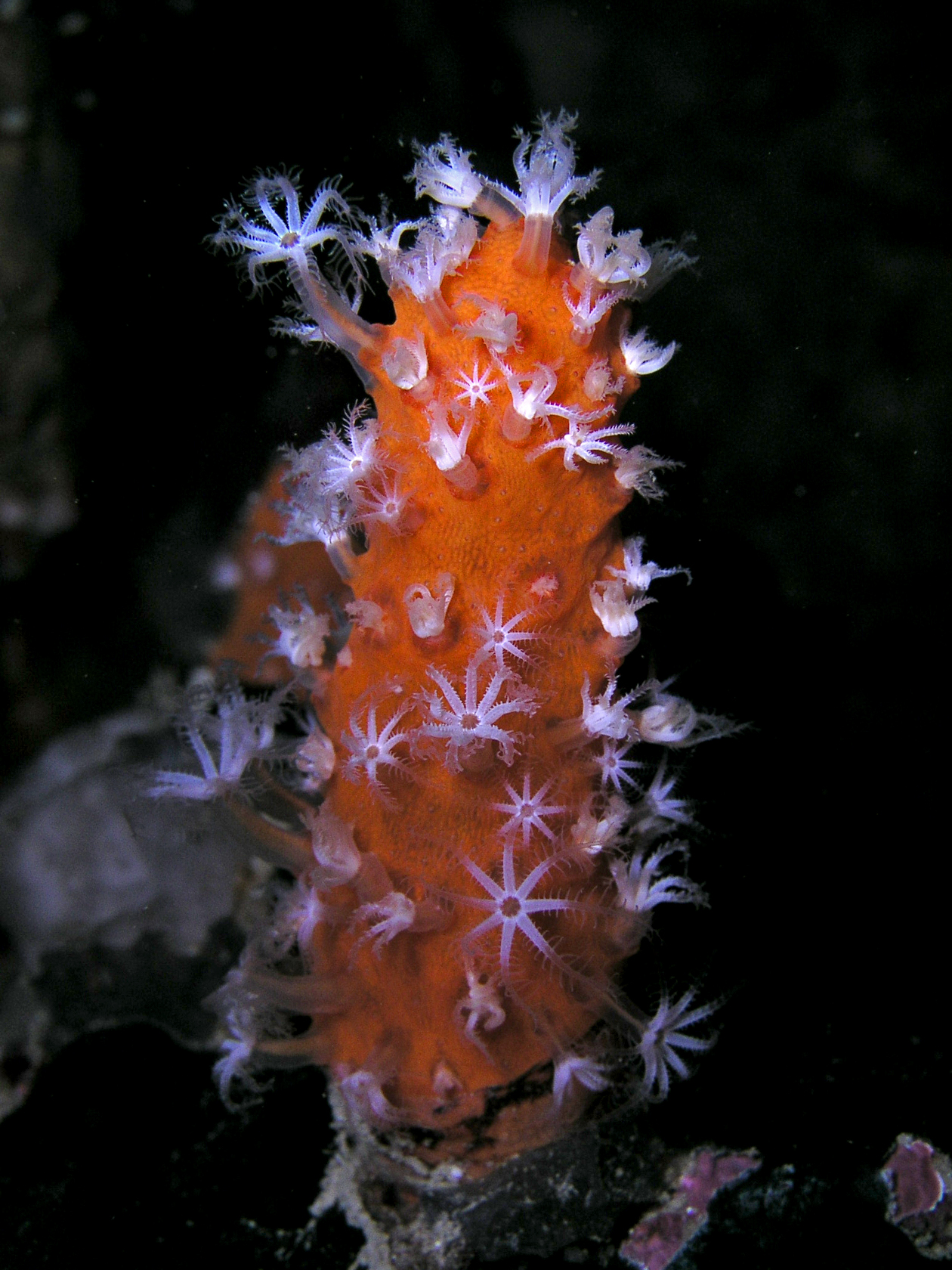
Paraminabea aldersladei
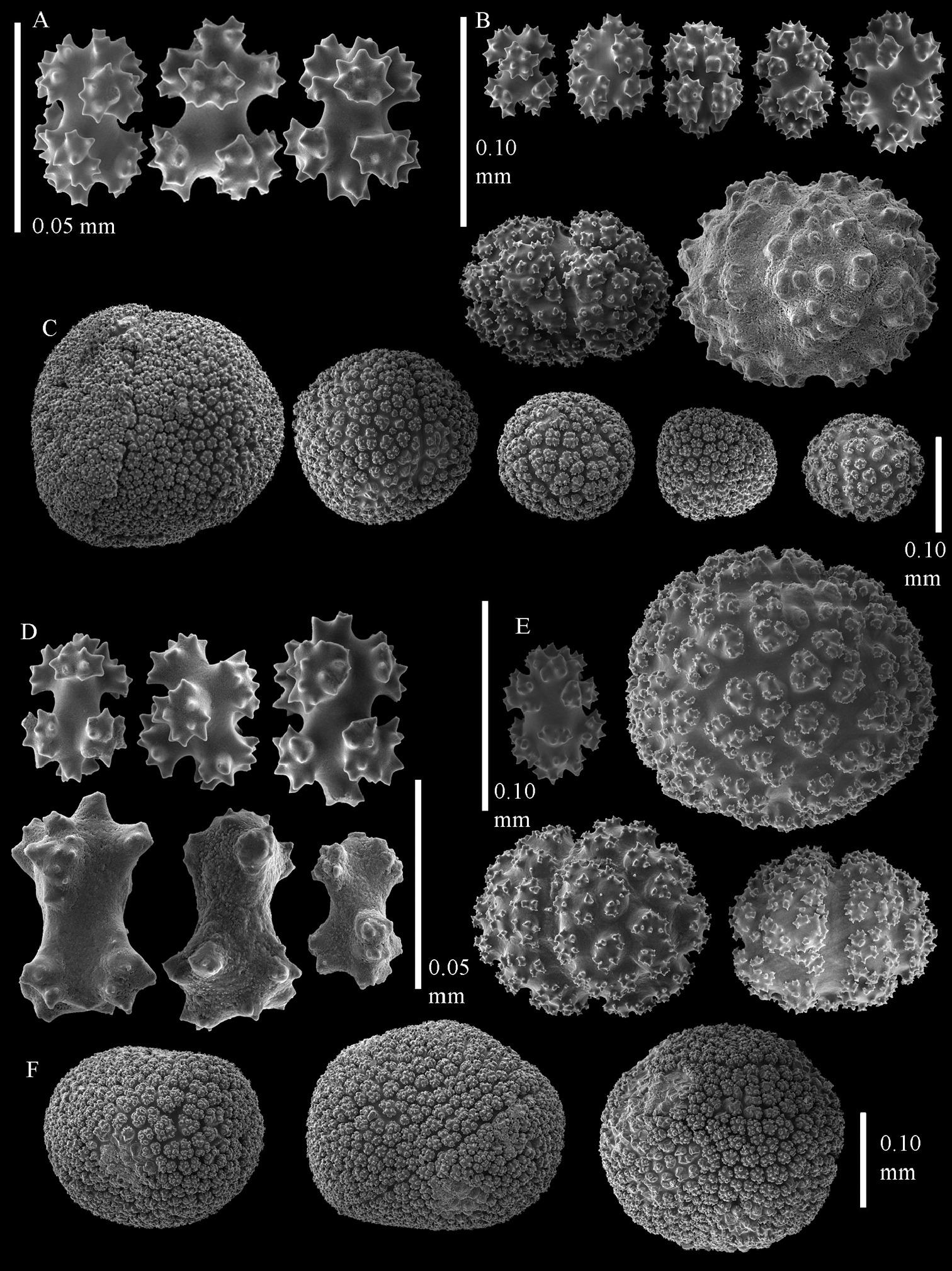
Sklerite von Sphaerasclera flammicerebra